# 凌鏡寰
凌鏡寰（1924年—2012年7月14日），台灣籃球運動員。他曾代表中華民國參加1956年夏季奧林匹克運動會，身為隊長協助球隊獲得第11名的成績。退役後曾擔任空軍虎風籃球隊總教練，2012年7月14日凌晨病逝，享壽88歲。

## 外部連結
- 凌鏡寰在fiba.basketball（英语）
- 凌鏡寰在fiba.basketball（英语）
- 凌鏡寰在archive.fiba.com（archived）（英语）
- 凌鏡寰在archive.fiba.com（archived）（英语）
- 凌鏡寰在Basketball-Reference.com（國際）（英语）
- 凌鏡寰在Olympedia（英语）